# Mesochorus decoratus
Mesochorus decoratus är en stekelart som beskrevs av Wilkinson 1927. Mesochorus decoratus ingår i släktet Mesochorus och familjen brokparasitsteklar. Utöver nominatformen finns också underarten M. d. expolitus.